# Maximiliane von Oriola
Pour les articles homonymes, voir Oriola.
La comtesse Maximiliane Maria Catharina von Oriola (née von Arnim-Bärwalde ; née le 23 octobre 1818 à Bärwalde et morte le 31 décembre 1894 à Schöneberg) est une salonnière berlinoise du XIXe siècle.

## Biographie
Maximiliane ("Maxe") von Oriola est la fille du couple de poètes Achim (1781-1831) et Bettina von Arnim (1785-1859). Elle grandit au château de Wiepersdorf (de) dans la marche de Brandebourg et à Berlin. Dans les années 1840, elle joue un rôle social à la cour du roi Frédéric-Guillaume IV de Prusse. Elle est en effet une amie proche du cousin du roi, le prince Waldemar de Prusse (de). Elle est également en relation avec le prince Felix von Lichnowsky, homme d'État.
Le 28 juin 1853, elle se marie à Wiepersdorf avec l'officier prussien Eduard von Oriola (1809-1862), avec qui elle vit à Bonn de 1853 à 1856. Fin octobre 1856, Oriola devient commandant de la 5e brigade de cavalerie à Francfort-sur-l'Oder, la famille vit alors à Berlin les années suivantes. Ils vivent ensuite à Coblence en 1859/60 et Breslau de 1860 à 1866, où son époux dirige à chaque fois un commandement militaire. Déjà à cette époque, elle tient un salon, puis de 1866 à 1894 à Berlin.
Non remariée après la mort d'Eduard en 1862, elle s'illustre dans l'assistance aux malades pendant les guerres d'unification allemande et créée la fondation « Invalidendank ». Plus tard, elle rejoint le comité de l'Association pour les femmes et les jeunes filles et est décorée de l'ordre de Louise (d'abord de la classe de guerre, puis de la classe de paix) en 1866 et 1873/74. Elle est liée à de nombreuses autres salonnières de l'époque, comme Hedwig von Olfers.
Elle meurt le 31 décembre 1894 dans son appartement de Schöneberg à la Bülowstraße (de) et est enterrée au cimetière catholique de la cathédrale Sainte-Edwige au 8 Liesenstraße (de). Sa tombe comprenant deux dalles de repos monumentales existe encore.

## Famille

### Mariage et enfants
Elle se marie le 28 juin 1853 à Wiepersdorf, plus tard le Generalleutnant prussien Eduard von Oriola (1809-1862). Le couple a cinq enfants:
- Waldemar Joachim Freimund (de) (1854-1910) marié en 1880 avec Anna Maria Berna, née Christ (1846-1915)
- Armgard Bettina Sophie (né le 15 juin 1856 à Bonn et mort en 1938) mariée en 1881 avec Albert Eperjesy von Szászváros und Tóti (1848–1916)
- Joachim Roderich Salvator (1858–1907), attaché naval prussien et membre du tribunal militaire impérial, marié en 1905 avec Maria comtesse von Hartmann (1880–1951)
- Dolores Marie Luise (née le 30 janvier 1859 à Berlin et mort le 22 décembre 1912 à Teupitz )
- Roderich Deodat Wilhelm Albert Eduard (né le 3 septembre 1860 à Berlin et mort le 17 décembre 1911), capitaine de cavalerie prussien marié en :
  - 1884 avec Irene comtesse von Flemming (1864–1946), divorcée en 1895
  - 1902 avec Maya von Karass (1880–1945)

### Parents célèbres
Du côté de sa mère, Maximiliane est la nièce de Friedrich Karl et Kunigunde von Savigny (de) et de Clemens Brentano. Elle est aussi la petite-fille de Maximiliane von La Roche (de). Elle est également liée par mariage à Herman Grimm, le mari de sa sœur Gisela, et à Luise, comtesse d'Oriola (1824-1899), la sœur de son mari et dame du palais de l'impératrice Augusta. Ses cousins sont le philosophe Franz Brentano et l'économiste national Lujo Brentano.

## Salon
Après la mort de son mari, la comtesse Oriola s'installe à nouveau à Berlin en 1866, l'année de la guerre austro-prussienne, où elle tient ses « vendredis » depuis les années 1870, qui deviennent peu à peu une institution bien établie dans la société berlinoise. Son salon – d'abord sur la Bellevuestraße, puis à partir de 1872 dans la Potsdamer Straße, et enfin dans la Bülowstraße (de) dans les années 1880 – est , comme celui de la comtesse Schleinitz, orienté vers la littérature et la musique, mais compte néanmoins de nombreux hommes politiques parmi ses habitués, ce qui est lié à la situation particulière de Berlin en tant que nouvelle capitale de l'Empire après 1871. Outre les artistes et les intellectuels, ce sont surtout les cercles de la cour qui sont fortement représentés, les adjudants généraux de l'empereur tout comme les dames d'honneur de l'impératrice.
Maximiliane ne partage pas le culte exubérant de Bismarck propre à la baronne Spitzemberg, mais ne fait pas non plus partie de ses adversaires, comme la comtesse Schleinitz. Dans l'ensemble, son salon a un caractère de bourgeois cultivé, de la fin du Biedermeier, ce qui est certainement lié à son origine dans une famille de poètes et à sa socialisation dans le Vormärz. Bien qu'elle-même soit née noble et comtesse, elle cultive peu de préjugés de classe et a tendance à représenter plutôt la tradition bourgeoise et romantique des salons que la tradition noble et courtisane, même si sa maison attire de nombreux aristocrates et princes. Son salon ferme ses portes au début des années 1890.

## Habitués célèbres
| - Heinrich Abeken - Ludwig Aegidi (de) - Robert von Benda (de) - Theobald von Bethmann Hollweg - Lujo Brentano - Philipp zu Eulenburg - Rudolf von Gneist - Colmar von der Goltz - Herman Grimm - Ferdinand von Harrach - Hermann von Helmholtz | - Anna von Helmholtz - Bolko von Hochberg - Clovis de Hohenlohe-Schillingsfürst - Joseph Joachim - Wolfgang Kapp - Robert von Keudell - Richard Lepsius - Edwin von Manteuffel - Georg von der Marwitz - Paul Meyerheim - Ottmar von Mohl | - Helmuth von Moltke - Eduard von Peucker - Hermann von Schelling - Wilhelm Scherer - Ossip Schubin - Clara Schumann - Hildegard von Spitzemberg - Richard Voß - William Henry Waddington - Anton von Werner - Ernst von Wildenbruch |